# Citroën C-Elysée
La Citroën C-Elysée è un'autovettura prodotta in due generazioni dal 2002 dalla casa francese Citroën. 
La prima generazione nasce come erede della Citroën ZX ed è stata prodotta solo per il mercato cinese mentre la seconda generazione è una vettura realizzata per il mercato globale strettamente imparentata con la Peugeot 301.

## Prima generazione (2002-2013)

### 2002-2008: Élysée
Introdotta nel 2002 con carrozzeria berlina 4 porte la vettura non era altro che un profondo restyling della precedente Citroën Fukang ovvero la versione specifica per il mercato cinese della Citroën ZX prodotta dalla joint venture tra Gruppo PSA e il costruttore cinese Dongfeng Motor Corporation nello stabilimento di Wuhan. La Élysée pur mantenendo l’impostazione della vecchia vettura introduceva un frontale totalmente inedito con nuovi gruppi ottici ereditati dalla Peugeot 306 seconda serie, nuova calandra e paraurti simili a quelli della Saxo e al posteriore debuttarono nuovi gruppi ottici. All'interno, il cambiamento era più evidente: debutta la stessa plancia della Xsara con uno stile arrotondato e più moderno e vengon migliorati notevolmente le finitura e la qualità complessiva della vettura. La gamma motori era composta dal 1.4 quattro cilindri da 75 cavalli con cambio manuale a 5 rapporti e il 1.6 quattro cilindri erogante 88 e 105 cavalli con cambio manuale a 5 rapportino automatico a quattro rapporti. 
Poco dopo il lancio venne introdotta anche la Élysée VIP, versione a passo allungato di 16 centimetri e carrozzeria lunga 4,50 metri caratterizzata da allestimenti più ricchi e lussuosi con finiture in finta radica e sedili in pelle oltre a cromature esterne lungo la carrozzeria. Il motore della VIP era il solo 1.6 quattro cilindri sedici valvole erogante 105 cavalli abbinato ad un cambio automatico a 4 rapporti.

### 2008: debutta la C-Elysée

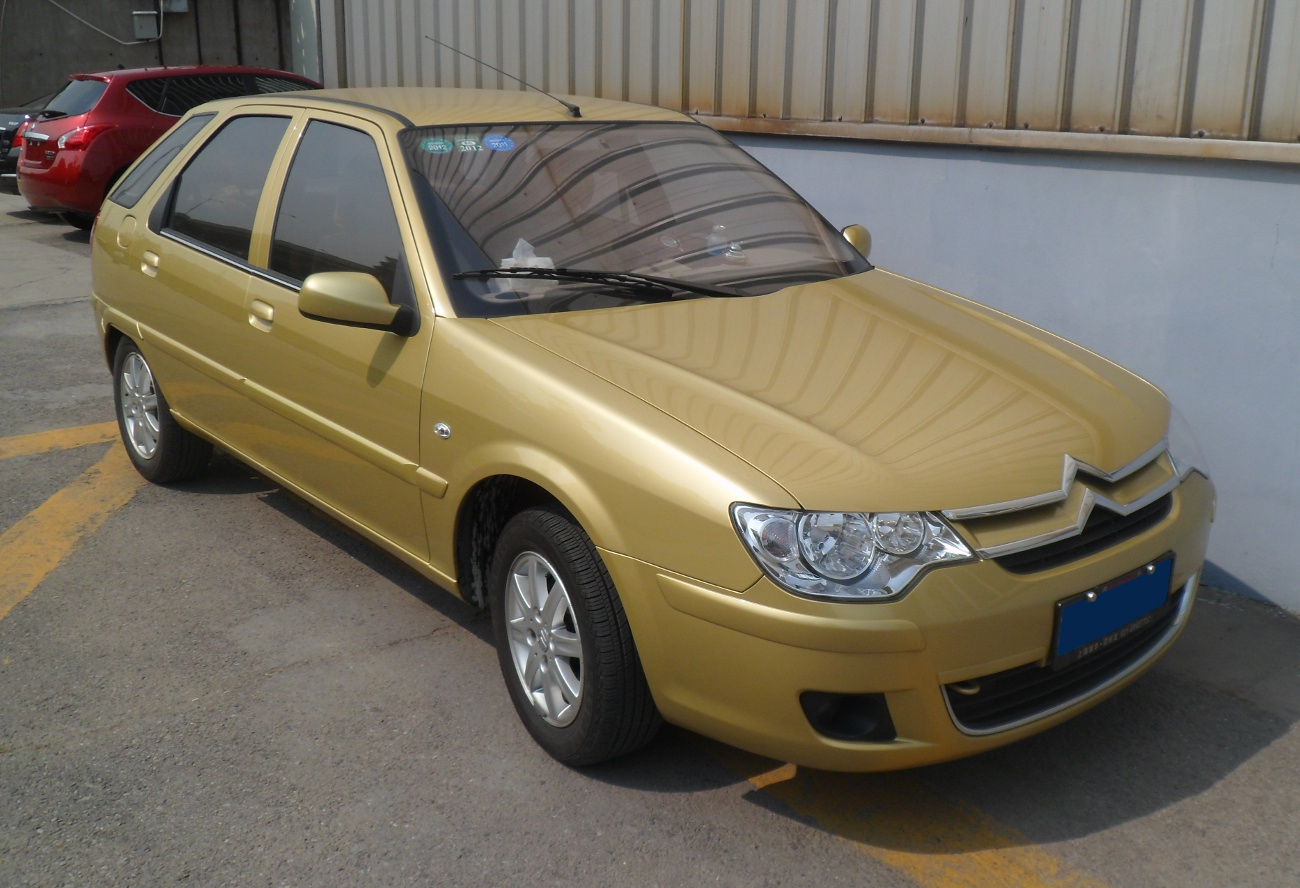
La C-Elysée dopo il restyling

L’8 aprile 2008 viene presentata una versione aggiornata al Salone di Pechino e si ha un cambio di denominazione in C-Elysée e allo stesso tempo la vettura è oggetto di un altro restyling per uniformarla alla gamma di vetture prodotte dalla Citroën per il mercato cinese; la “C” nella denominazione è stata scelta per mantenere una coerenza nelle nuove denominazioni adottate dal costruttore. La modifica estetica più evidente era nella calandra, ora in linea con le Citroën europee, ed in particolare con la seconda generazione della C5, poiché inglobava lo stemma nelle due grandi barre cromate orizzontali che costituivano la calandra stessa. In totale furono 300 le modifiche effettuate dai tecnici della Dongfeng rispetto al modello precedente. La nuova vettura si collocava un gradino più in basso rispetto alla C-Triomphe basata invece sulla C4, e montava il motore 1.6 16v da 109 CV, oltre che un equipaggiamento decisamente più moderno rispetto alla precedente Elysée, che comprendeva il sistema ABS di ultima generazione, sospensioni aggiornate ed un sistema audio con presa USB. Per quanto riguarda la trasmissione, due furono le varianti di cambio disponibili: manuale a 5 marce o automatico a 4. All’interno la plancia mantenne la stessa impostazione della precedente ma vennero introdotto nuovi sedili con imbottiture migliori. Anche la variante VIP venne ristilizzata. A partire dal 2009 la C-Elysée è stata proposta anche con carrozzeria a due volumi hatchback andando a sostituire la vecchia Fukang: in questo caso i fari posteriori, pur ricordando nella forma quelli di una normale ZX o di una normale Fukang a due volumi, erano più arrotondati negli angoli ed erano più moderni nella grafica delle plastiche.

### 2012: ultimo aggiornamento
Nel 2012 viene presentato un ultimo restyling della vettura che vede modificare solo i paraurti anteriori e i gruppi ottici posteriori. La linea generale resta la stessa del modello 2008. I modelli 5 porte e VIP escono di produzione sostituiti dalle Citroën C4 5 porte e sedan assemblate localmente.
La produzione della prima generazione di C-Elysee termina nei primi mesi del 2013 quando la casa madre inizia a produrre la seconda generazione della vettura, completamente inedita e frutto di un progetto globale.

## Seconda generazione (dal 2012)
Il 20 giugno del 2012 venne presentata in Francia la seconda generazione di C-Elysée. Frutto di un progetto globale, la vettura non è più un modello esclusivo per mercato cinese ma è una vettura inedita basata sulla piattaforma PSA a trazione anteriore denominata PF1 comune a numerosi modelli come la Peugeot 208 e la Citroën C3. Nello specifico la nuova C-Elysee era parente stretta della Peugeot 301 dalla quale ereditava anche numerosi lamierati come le portiere, parafanghi e cofano del baule posteriore oltre che gli interni mentre era specifico il frontale caratterizzato dalla calandra a forma di esagono allungato con le due barre cromate che vanno a formare lo stemma della Citroën in modo molto più pronunciato. I fari anteriori richiamano nello stile quelli della C4 seconda generazione.
Il passo misura 2.65 metri e la carrozzeria è lunga 4,44 m. (14 cm in più rispetto al modello precedente). Le motorizzazioni sono tre ed integrano anche un'unità a gasolio, consistente nel 1.6 HDi da 92 CV. Le due unità a benzina sono il tre cilindri EB2 da 1199 cm³ con potenza massima di 72 CV ed un 1.6 EC5 quattro cilindri da 1587 cm³ con potenza massima di 115 CV.
La produzione avviene in Spagna a Vigo per l’export nei paesi est europei, sud americani e nord africani mentre la versione per il mercato cinese viene prodotta dal 2013 a Wuhan tramite la joint venture con la Dongfeng.
Nella primavera del 2016 la C-Elysée approda anche in diversi mercati europei, tra cui la Francia e l'Italia. Le motorizzazioni previste per il Vecchio Continente sono due,  il 1.2 PureTech da 82 CV ed il 1.6 BlueHDi da 99 CV. Nel mercato cinese, invece, rimane come unica motorizzazione il 1.6 EC5 da 115 CV.

### Restyling 2016

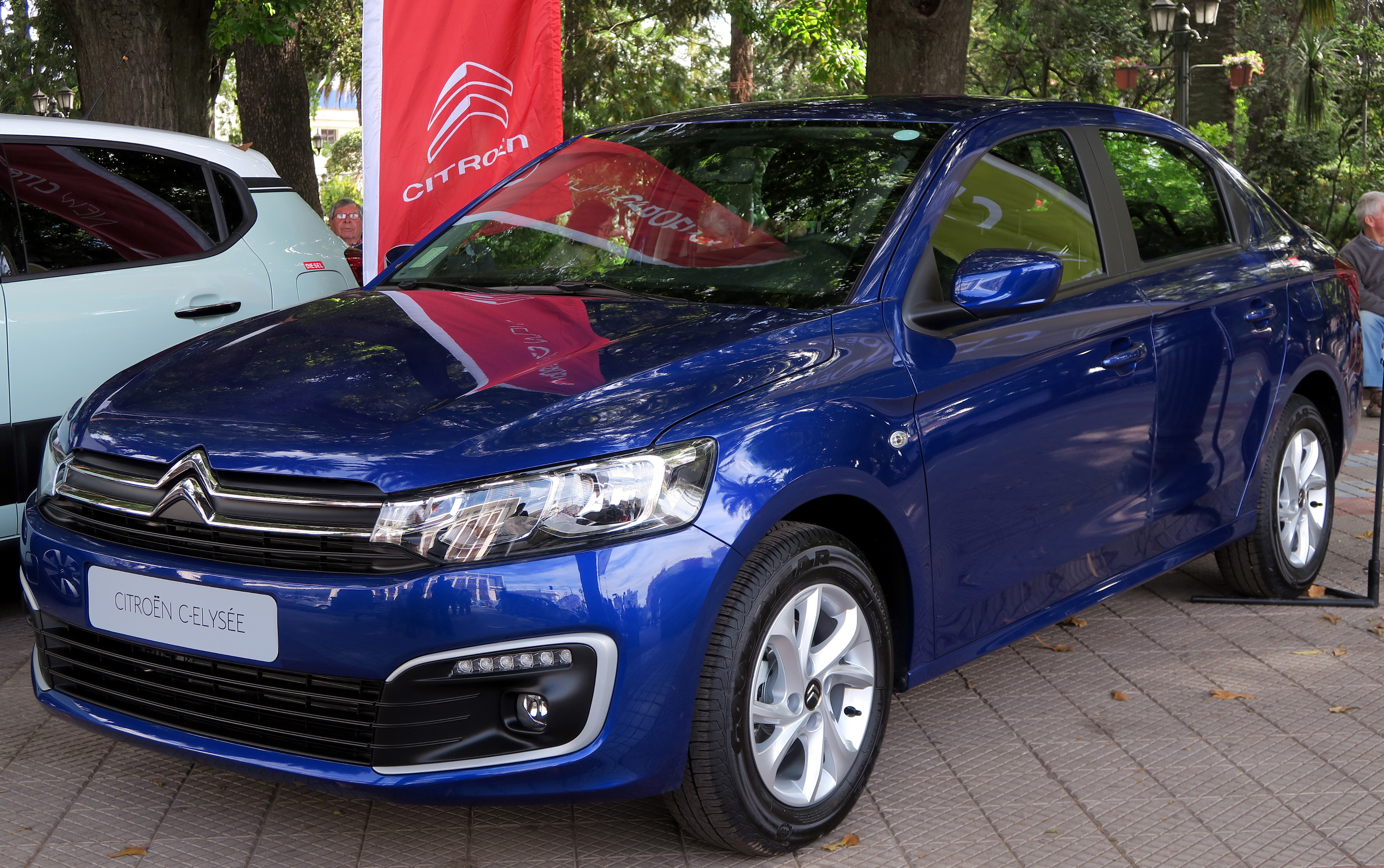
La C-Elysée dopo il restyling di fine 2016

Nel novembre dello stesso anno la vettura venne ristilizzata con il ridisegnamento della calandra, ora più larga, e dei gruppi ottici anteriori e posteriori, ora ad effetto tridimensionale. Per quanto riguarda la dotazione, venne montato un nuovo sistema multimediale touchscreen da 7 pollici compatibile con Apple CarPlay e Android Auto. La gamma motori rimase invece invariata.
Nel 2018 la gamma subì un drastico ridimensionamento: mentre in Cina si continuava ad utilizzare il consueto 1.6 da 115 CV, in Europa la gamma motori presente fino a quel momento venne ridimensionata e modificata sensibilmente: rimasero disponibili solo il motore 1.2 a 82 CV e debuttò il 1.5 BlueHDi da 100 CV. Solo in Polonia si continuò ad usare il vecchio 1.6 Blue Hdi da 99 CV. Dall'inizio del 2019 la C-Elysée viene commercializzata solo in Spagna, Belgio, Lussemburgo e in tutti i Paesi dell'Europa Orientale (oltre che in Cina). 

#### Il prototipo E-Elysée

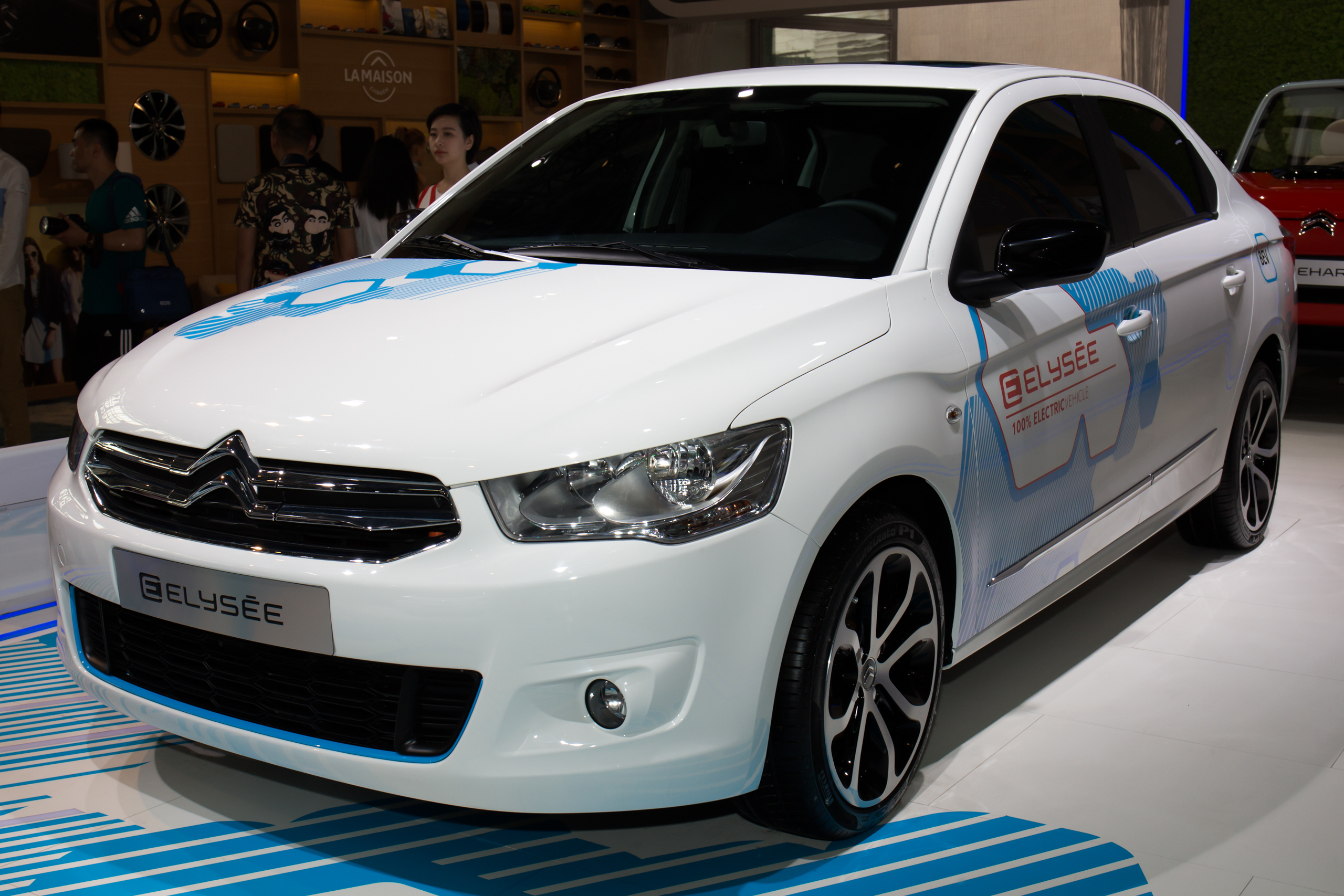
Il prototipo E-Elysée a trazione elettrica

Presentata il 25 aprile 2016 al Salone di Pechino, la E-Elysée è un prototipo ad alimentazione elettrica della C-Elysée. Equipaggiata con una batteria agli ioni di litio in grado di garantire un'autonomia di 250 km. La vettura è stata svelata assieme all'altra elettrica di Casa Citroën, ossia la e-Méhari. Gli ingombri e la carrozzeria rimangono le medesime delle versioni termiche ma aumenta la massa complessiva a causa del maggior peso delle batterie utilizzate. Prevista unicamente per il mercato cinese la produzione non è mai partita.

### Motorizzazioni
| Citroën C-Elysée Mk2 (dal 2012) |        |            |                                           |                |               |                    |                    |              |                     |                    |                       |                    |
| Modello | Motore | Cilindrata | Alimentazione                             | Potenza CV/rpm | Coppia Nm/rpm | Cambio/ N°rapporti | Massa a vuoto (kg) | Velocità max | Acceler. 0–100 km/h | Consumo (l/100 km) | Emissioni CO2/ (g/km) | Anni di produzione |
| Versioni a benzina |        |            |                                           |                |               |                    |                    |              |                     |                    |                       |                    |
| C-Elysée 1.2 VTi1 (72 CV) | EB2M   | 1199       | Iniezione indiretta                       | 72/5500        | 110/3000      | Manuale 5 marce    | 1.020              | 160          | 14"2                | 5,3                | 124                   | 2012-161           |
| C-Elysée 1.2 VTi (82 CV) | EB2    | 1199       | Iniezione indiretta                       | 82/5750        | 118/2750      | Manuale 5 marce    | 980                | 168          | 12"6                | 4,9                | 114                   | dal 2016           |
| C-Elysée 1.6 VTi1 | EC5    | 1587       | Iniezione indiretta                       | 115/6050       | 150/4000      | Manuale 5 marce    | 1.090              | 188          | 9"4                 | 6,5                | 151                   | dal 20121          |
| Versioni a gasolio |        |            |                                           |                |               |                    |                    |              |                     |                    |                       |                    |
| C-Elysée 1.5 BlueHDi2 | DV5RD  | 1499       | Turbodiesel iniezione diretta common rail | 100/3500       | 250/1750      | Manuale 5 marce    | -                  | 190          | 10"1                | 3"9                | 103                   | dal 12/20182       |
| C-Elysée 1.6 HDi1 | DV6D   | 1560       | Turbodiesel iniezione diretta common rail | 92/4000        | 230/1750      | Manuale 5 marce    | 1.095              | 180          | 11"2                | 4,3                | 112                   | 2012-161           |
| C-Elysée 1.6 BlueHDi | DV6FD  | 1560       | Turbodiesel iniezione diretta common rail | 99/3750        | 254/1750      | Manuale 5 marce    | 1.090              | 183          | 10"8                | 3,8                | 98                    | 2016-183           |
| Note: 1Non per i mercati europei 2Prevista per alcuni mercati europei, ma non per il mercato italiano 3Disponibile solo per il mercato polacco anche dopo il 2018 |        |            |                                           |                |               |                    |                    |              |                     |                    |                       |                    |

#### C-Elysée WTCC

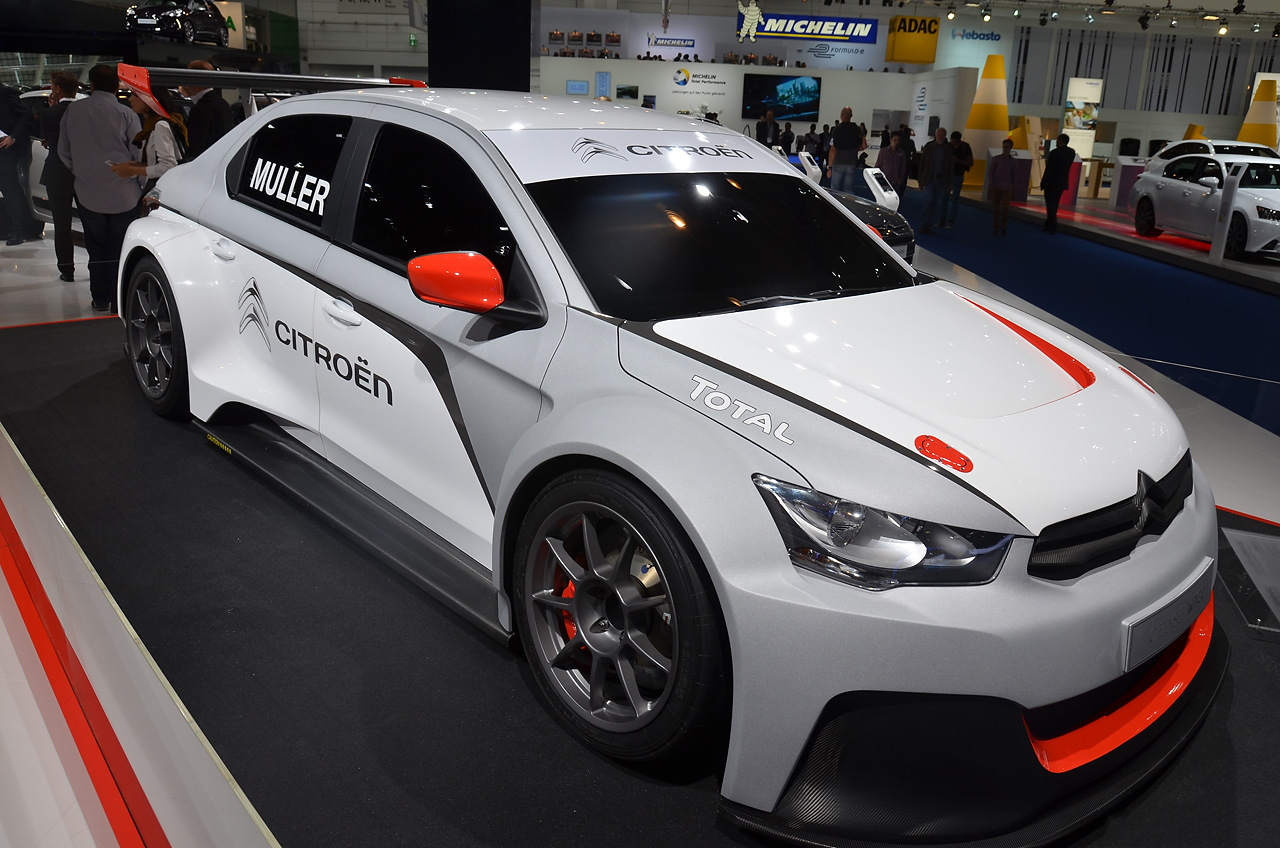
La C-Elysée WTCC svelata nel 2013

Il 24 luglio 2013 è stata svelata una versione ad altissime prestazioni destinata esclusivamente ad un utilizzo in ambito sportivo, e precisamente nell'edizione 2014 del Campionato Mondiale Turismo. La presentazione è avvenuta dapprima tramite alcune foto diffuse nel web a partire dal 24 luglio e successivamente con l'esposizione al Salone di Francoforte di metà settembre. Questa versione è equipaggiata con una versione estrema del 1.6 Prince sovralimentato, versione che in questo caso è stata portata a ben 380 CV di potenza massima. I piloti chiamati a sedersi al volante di questa vettura sono i pluridecorati Sébastien Loeb, José María López e Yvan Muller. Gli esiti furono strepitosi: la C-Elysée WTCC ha dominato le edizioni 2014, 2015 e 2016 del Mondiale Turismo, siglando una storica tripletta, sia per quanto riguarda il titolo Costruttori, sia per quanto riguarda il titolo Piloti, dove la C-Elysée andò ad occupare le prime tre posizioni in classifica. Ma nel 2017, la Casa del "double chevron" annunciò di non partecipare più al WTCC per potersi dedicare ai rally con la nuova C3 WRC, sviluppata sulla base della terza generazione dell'utilitaria francese.